# Quintanilla del Molar
Quintanilla del Molar is een gemeente in de Spaanse provincie Valladolid in de regio Castilië en León met een oppervlakte van 14,67 km². Quintanilla del Molar telt 64 inwoners (1 januari 2016).

## Demografische ontwikkeling
Bron: INE, 1857-2011: volkstellingen